# 버스 마우스
버스 마우스(bus mouse)는 특수한 인터페이스(원래는 마이크로소프트의 오리지널 마우스 제품을 위해 개발된 마이크로소프트 인포트 인터페이스)를 사용하여 컴퓨터에 부착하는 PC 마우스의 일종이다.
1980년대 말에 마우스는 IBM 호환 개인용 컴퓨터와 연동되지 않았으며 특수한 버스 인터페이스(ISA 애드인 카드를 통해 구현됨)는 마우스 연결에 대중화된 2가지 방식들 가운데 하나였다.(엔지니어링 워크스테이션에 흔한 직렬 인터페이스가 다른 한 방식이었다)
IBM PS/2가 도입되었을 때 메인보드 마우스 인터페이스를 포함했으며 이는 키보드 컨트롤러(PS/2 브랜드가 철회된 이후 오랫동안 PS/2 마우스 인터페이스로 불렸음)와 연동되었다. 이는 해당 버스 마우스 디자인을 빠르게 시장에서 퇴출시켰다.
버스 마우스는 일본에서 NEC PC-98 계열의 개인용 컴퓨터를 통해 생존했다.

## 그림

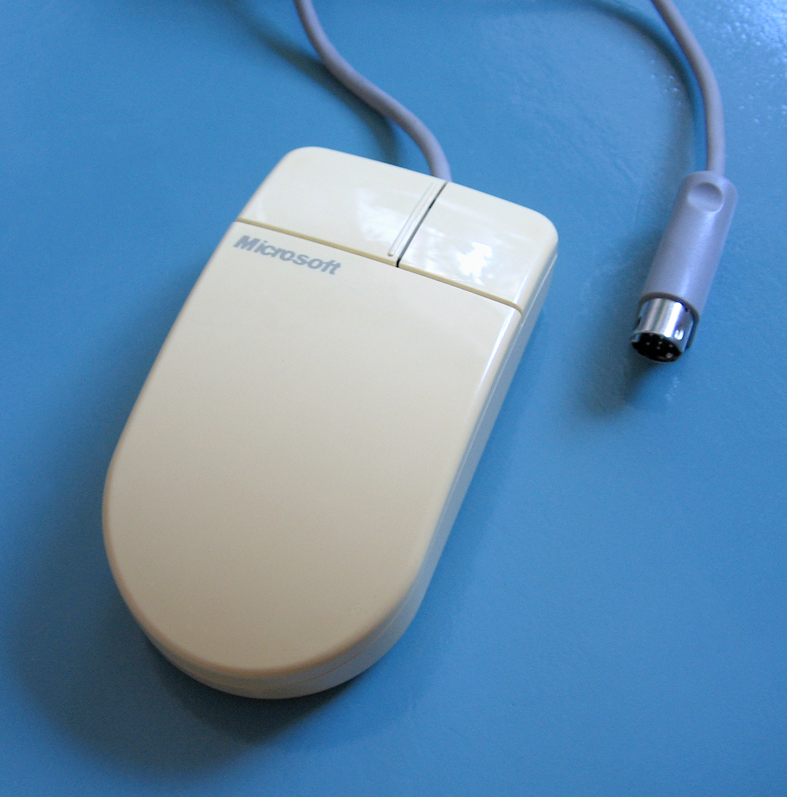
마이크로소프트 인포트(InPort™) 버스 마우스. 9핀 라운드 커넥터를 보여주고 있다.
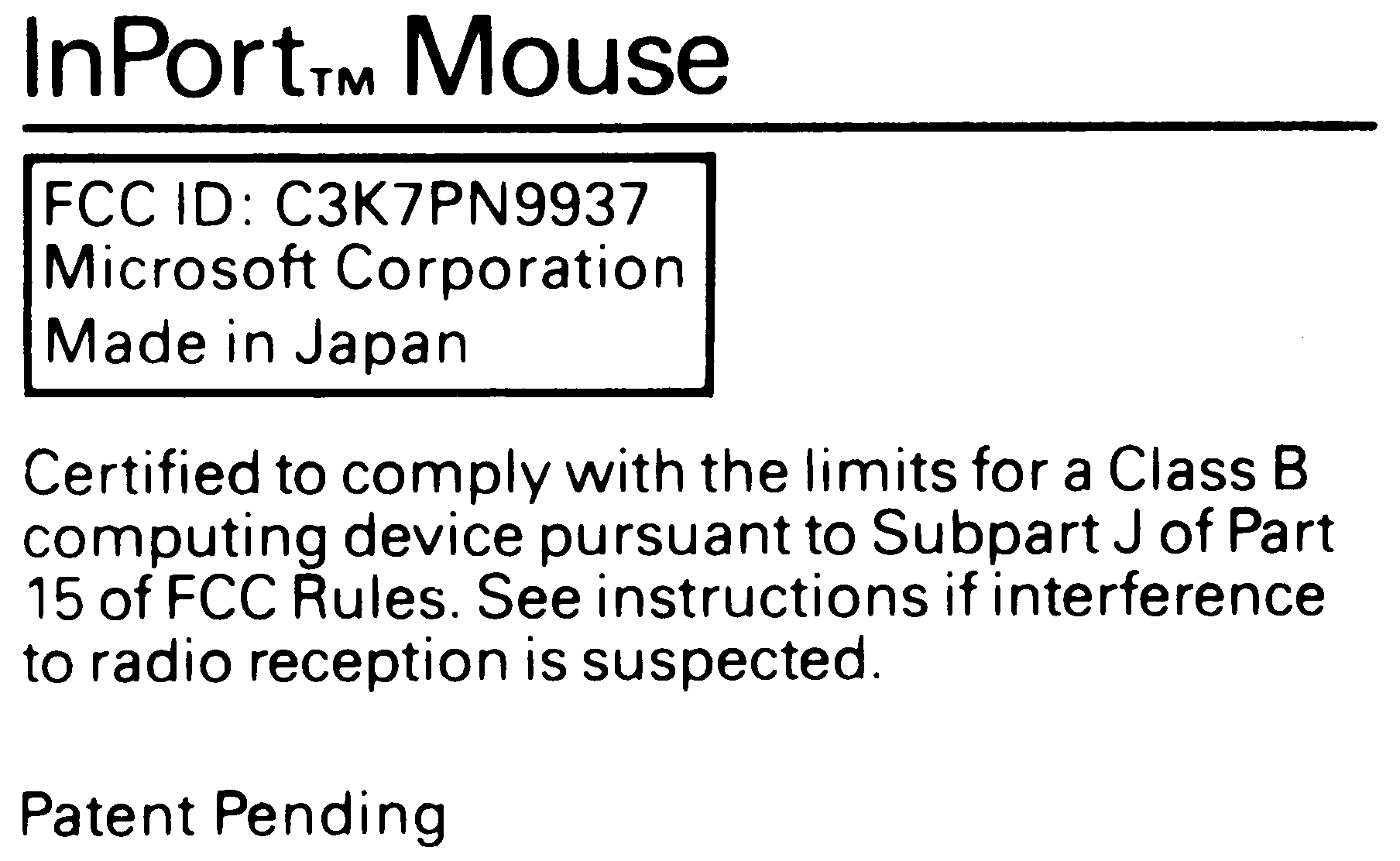
마이크로소프트 인포트(InPort™) 버스 마우스의 하단. FCC ID "C3K7PN9937"를 보여주고 있다.

## 같이 보기
- 바이오스 인터럽트 호출
- PS/2 단자
- USB